# Deutsch Menáchem
Deutsch Menáchem (Vágújhely, 1819 – Vukovár, 1904) rabbi.

## Élete
Apja Deutsch Ezékiel rabbi volt, az Óhel Dóvid (Óhel Dávid - Dávid sátora) híres szerzőjének fia. Nagyapja Beck Ábrahám, holicsi rabbi. Előbb szülővárosában volt rabbihelyettes, majd 1848-ban Galántán, később Németpalánkán lett rabbi. Testét működési helyén helyezték nyugalomra.

## Művei
- Palánkán rendezte sajtó alá nagyatyjának Óhel Dóvid (Ungvár, 1864) című művét.
- Haláchikus levelezéseit a Rasban döntvénytár második kötete közli.
- Imre Jóser (Ungvár, 1864)